# 양정민 (축구 선수)
양정민(1986년 5월 21일 ~ )은 대한민국의 전 축구 선수로, 선수 시절 포지션은 수비수였다.
2011년 5월 29일에 K리그 승부조작 사건 관련 혐의로 체포되었고, 동년 6월 17일에 선수 자격을 영구 박탈당했다.